# Église catholique au Botswana

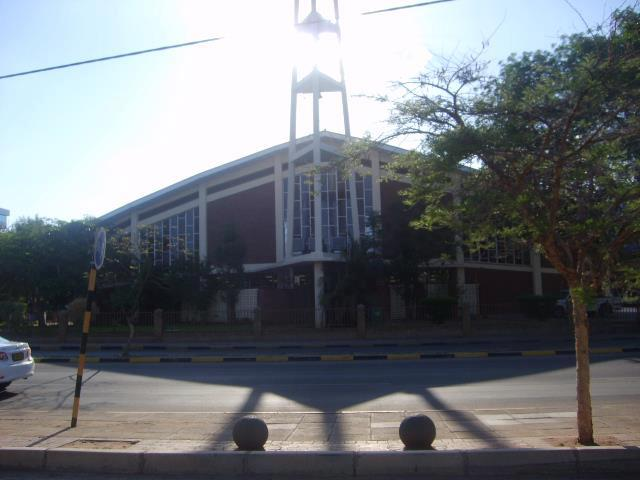
Paroisse de Botswana

L’Église catholique au Botswana est l'ensemble des membres de l'Église catholique, sous la direction spirituelle du Pape. Les catholiques représentent environ 4 % de la population totale du Botswana.

## Histoire
Au départ, les missionnaires catholiques ne sont pas autorisés au Botswana par les tribus indigènes à la demande des missionnaires protestants qui sont arrivés les premiers. Les missionnaires viennent au Botswana en 1928 et créent des écoles et des cliniques.
Jusqu'en 1959, le protectorat du Bechuanaland, territoire du Royaume-Uni, est divisé en trois zones administratives ecclésiastiques : le diocèse de Bulawayo en Rhodésie du Sud, le diocèse de Kimberley en Union d'Afrique du Sud et le vicariat apostolique de Windhoek dans le Sud-Ouest africain.
En 1959, la préfecture apostolique du Betschuanaland est créée et administre l'ensemble du protectorat du Bechuanaland. Lorsque le protectorat devient indépendant sous le nom de Botswana, la préfecture devient le diocèse de Gaborone. En 1998, les districts central, de Ghanzi, du Nord-Est et du Nord-Ouest composent le vicariat apostolique de Francistown, qui devient un diocèse (en) en octobre 2017.
Le pape Jean-Paul II se rend à Gaborone le 14 septembre 1988.
En 2006, l'église de Francistown lance un programme pour traiter les réfugiés infectés par le SIDA avec une thérapie antivirale.

## Organisation ecclésiastique
- Archidiocèse de Pretoria
  - Diocèse de Francistown (en) (nord)
  - Diocèse de Gaborone (sud)

Les évêques des deux régions, ainsi que leurs collègues d'Afrique du Sud et du Swaziland, appartiennent à la Conférence épiscopale catholique d'Afrique australe.
Le nonce apostolique représente l'Afrique du Sud, le Botswana, le Lesotho (en) et la Namibie (en). Il est à Pretoria, en Afrique du Sud.

## Statistiques
La Constitution de la république du Botswana garantit « la liberté de pensée et de religion, la liberté de changer de religion ou de conviction, et la liberté, individuellement ou collectivement, tant en public qu’en privé, de manifester et propager sa religion ou ses convictions par le culte, l’enseignement, la pratique et l’accomplissement de rites » (article 11). Il n'y a pas d'atteinte à la liberté religieuse.
72,1% de la population du Botswana est chrétienne.
4% de la population du Botswana (84 500 sur 2 million) sont catholiques (en 2015). Dans le diocèse de Gaborone, la part est d'environ 7 %, dans le diocèse de Francistown, cependant, moins de 1,5 %.
En 1962, il y avait un millier de catholiques. Au moment de la visite du pape en septembre 1988, le nombre des catholiques est de 44 000, l’Église du Botswana compte 36 prêtres (diocésains et religieux), 5 religieux non prêtres, un diacre permanent, 5 séminaristes, 65 religieuses et 95 laïcs engagés dans la pastorale. En 2011, treize séminaristes se préparent au sacerdoce au Botswana.